# Fresnoy-le-Luat
Fresnoy-le-Luat település Franciaországban, Oise megyében. Lakosainak száma 547 fő (2022. január 1.). Fresnoy-le-Luat Auger-Saint-Vincent, Baron, Montépilloy, Rosières, Rully és Trumilly községekkel határos.

## Népesség
A település népességének változása:
| Lakosok száma | 517  | 517  | 522  | 503  | 505  | 517  | 538  | 542  | 547  |
|               | 2013 | 2015 | 2016 | 2017 | 2018 | 2019 | 2020 | 2021 | 2022 |